# 300年代
300年代（さんびゃくねんだい）は、
1. 西暦（ユリウス暦）300年から309年までの10年間を指す十年紀。本項で詳述する。
2. 西暦300年から399年までの100年間を指す。4世紀とほぼ同じ意味であるが、開始と終了の年が1年ずれている。